# Самсон, Екатерина Юрьевна
Екатерина Юрьевна Самсон (укр. Катерина Юріївна Самсон; 5 июля 1988, Сумы) — украинская футболистка, вратарь сборной Украины. Мастер спорта Украины. В 2014 и 2015 годах номинировалась на звание Лучшей футболистки Украины.

## Клубная карьера
Екатерина выросла в семье спортсменов. Отец — кандидат в мастера спорта в спринте, а мать занималась спортивной ходьбой.
Девушка начала играть в футбол в восемь лет. Представляла свою школу № 39 города Сум в футбольных соревнованиях. Первый тренер Николай Павлович Абрамов предложил Екатерине заниматься футболом вместе с юношами. Первым тренером вратарей стал Александр Михайлович Митько. Первоначально Самсон выступала как нападающий, однако со временем заняла место в воротах. Свой первый профессиональный контракт она подписала учась в школе с местной командой «Спартак». Сезон 2003 года она провела как полевой игрок. В игре Кубка Украины против мариупольской «Азовочки» она отметилась четырьмя забитыми голами, чем помогла своей команде победить со счётом (12:0). Уже со следующего сезона Самсон являлась основным вратарём команды. Чемпионат Украины 2004 года завершился для «Спартака» бронзовым наградами турнира.
В 2005 году стала футболисткой ивано-франковского «Спартака». Со следующего года команда перебазировалась в Калуш и стала называться «Нефтехимик». Вместе с командой становился чемпионом Украины и дважды бронзовым призёром турнира. В 2008 году Самсон перешла в стан черниговской «Легенды». В составе команды участвовала в Лиге чемпионов 2010/11 и 2011/12. Вместе с «Легендой» футболистка дважды выигрывала украинский чемпионат и дважды становилась его серебряным призёром, один раз становилась победителем Кубка Украины и трижды его финалисткой. Отыграв два года за «Нефтехимик» она вошла в список лучших гвардейцев клуба.
После этого Екатерина Самсон побывала на просмотре в российской «Кубаночке», однако с ней связалась Наталья Зинченко и предложила поиграть за пермскую «Звезду-2005». Вместе с пермской командой она дважды становилась победителем Кубка России и серебряным призёром чемпионата страны. В сезоне 2014 году стала победителем чемпионата России, однако в этом сезоне Самсон уступала место в воротах Елене Кочневой. Участвовала в Лиге чемпионов 2014/15.
В сезоне 2015 года по приглашению главного тренера Константина Климашина стала вратарём клуба «Рязань-ВДВ». В новой команде она должна была заменить завершившую карьеру Веронику Шульгу. Выступая за рязанский клуб она становилась бронзовым и серебряным призёром чемпионата, а в 2018 году стала чемпионкой.
В начале 2019 года перешла в клуб «Жилстрой-2» (Харьков).

## Карьера в сборной
Выступала за юношескую сборную Украины до 19 лет. Дебют состоялся 28 сентября 2004 года в матче против Шотландии. Всего за сборную до 19 лет провела 18 игр. С 2009 года призывается в сборную Украины. В 2009 году главный тренер сборной Анатолий Куцев вызвал Самсон на чемпионат Европы в Финляндии. В марте 2018 года вместе с командой заняла третье место на турнире Turkish Women’s Cup 2018.

## Достижения
«Спартак»
- Бронзовый призёр чемпионата Украины (1): 2004

«Нефтехимик»
- Чемпион Украины (1): 2007
- Бронзовый призёр чемпионата Украины (2): 2005, 2006

«Легенда»
- Чемпион Украины (2): 2009, 2010
- Серебряный призёр чемпионата Украины (2): 2008, 2011
- Обладатель Кубка Украины (1): 2009
- Финалист Кубка Украины (3): 2008, 2010, 2011

«Звезда-2005»
- Чемпион России (1): 2014
- Серебряный призёр чемпионата России (1): 2013
- Обладатель Кубка России (2): 2011/12, 2013

«Рязань-ВДВ»
- Серебряный призёр чемпионата России (1): 2017
- Бронзовый призёр чемпионата России (1): 2016

## Личная жизнь
Окончила Сумской государственный педагогический университет имени А. С. Макаренко по специальности «тренер, специалист по футболу». Затем обучалась в Сумской банковской академии по специальность «финансы».